# Хелен Менкен
Хелен Менкен (енгл. Helen Menken) је била америчка глумица, рођена 12. децембра 1901. године у Њујорку, а преминула 27. марта 1966. године у Њујорку.